# Peter Thomas McKeefry
Peter Thomas McKeefry (3 de julho de 1899 – 18 de novembro de 1973) foi o terceiro arcebispo de Wellington (1954–73) e metropolita da Nova Zelândia e seu primeiro cardeal.

## Vida
Peter Thomas McKeefry nasceu em Greymouth em 3 de julho de 1899, o quinto dos sete filhos de Mary (solteira McAlary) e Michael McKeefry, um policial, ambos de ascendência irlandesa.
Como Arcebispo de Wellington, ele participou de todas as quatro sessões do Concílio Vaticano II, exceto a segunda.
O Papa Paulo VI o elevou à categoria de cardeal no consistório de 28 de abril de 1969. Ele foi o primeiro cardeal da Nova Zelândia.
Fumante inveterado, ele morreu em 18 de novembro de 1973, aos 74 anos. Foi enterrado no Cemitério Karori, em Wellington, perto de seu sucessor, Reginald John Delargey.